# Scoliaxon
Scoliaxon là chi thực vật có hoa trong họ Cải.